# Vlag van Rocha

Vlag van Rocha

De vlag van Rocha bestaat uit drie even hoge horizontale banen in de kleurencombinatie blauw-rood-wit, met in het midden het wapen van Rocha.
Op 3 juli 1991 stelde prof. Rosalío Pereyra, cultureel adviseur van het stadhuis, een wedstrijd voor. Leden van de jury: Arq. Luis de Lizarza, Carlos Tonelli (directeur van de gemeentelijke teken- en schilderschool) en Ruben Luraschi (voorzitter van het departementale bestuur). Op 22 juli 1992 riep de jury het vlaggenproject van Carlos Julio López Nieves, een inwoner van de stad Chuy, uit tot winnaar. Bij resolutie N° 1691/1993 wordt het naar het departementale bestuur gestuurd met het verzoek om het winnende project, geïdentificeerd als "Yoni I", te officialiseren om het te adopteren als de vlag van het departement Rocha. Bij resolutie 59/994 geeft het departementale bestuur toestemming om de vlag als officieel vast te stellen.